# Rogash

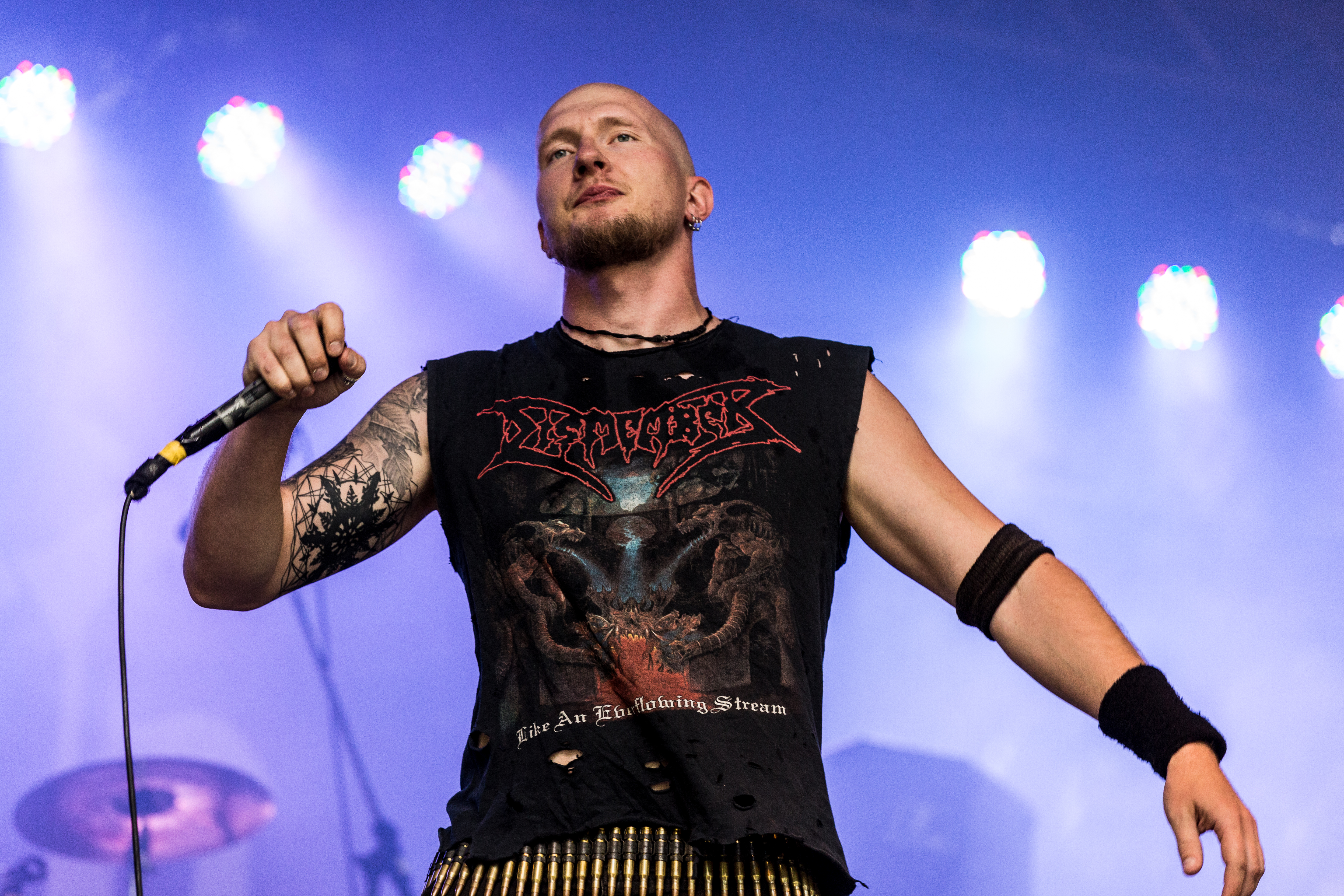
Sänger Erik Oßwald beim RudE 2017

Rogash ist eine Thüringer Death-Metal-Band aus Jena, die 2009 gegründet wurde.

## Geschichte
Die Band wurde im Winter 2009 gegründet. Ihren Namen entlieh die Gruppe dem Spiel Der Herr der Ringe: Die Schlacht um Mittelerde 2. Nach den ersten lokalen Auftritten erschien 2010 die erste EP Rogan Era. Dadurch konnte die Band ihre Bekanntheit steigern. In den nächsten zwei Jahren wurden über 60 Auftritte abgehalten, wobei Rogash auch auf dem Chronical Moshers Open Air und dem Hell Inside Festival zu sehen war. Am 17. Januar 2014 erschien über War Anthem Records das Debütalbum Supremacy Undone, das von Dan Swanö abgemischt und gemastert worden war. Im selben Jahr war die Gruppe auf dem Party.San vertreten. 2016 schloss sich das ebenfalls von Swanö abgemischte und gemasterte zweite Album Malevolence an. Hierauf ist unter anderem eine Coverversion von Sepulturas Refuse/Resist enthalten. Die Aufnahmen zum Album hatten im Eisensound Studio mit dem Deserted-Fear-Gitarristen Fabian Hildebrandt als Produzenten stattgefunden.

## Stil
Im Interview mit Andreas Schiffmann vom Rock Hard gab Erik Oßwald an, dass der Titel von Malevolence sich auf die Böswilligkeit bezieht, der wir begegnen und die uns steuern würde. Das Lied Daily Hate handele von der neuen „Generation von Internet-Rambos, die zu allem eine Meinung haben und ihre Freizeit dazu aufwenden, sich in den Niederungen des Netzes zu streiten“, während None Shall Prevail das Thema Oligarchie behandele. Eine Ausgabe zuvor hatte Sebastian Schilling das Album rezensiert. Die Gruppe biete hierauf wütenden und im Tempo variablen Death Metal im US-amerikanischen Stil, der teilweise an die letzten beiden Alben von God Dethroned erinnere. Zudem verarbeite die Gruppe subtil Melodien.

## Diskografie
- 2010: Rogan Era (EP, Eigenveröffentlichung)
- 2014: Supremacy Undone (Album, War Anthem Records)
- 2016: Malevolence (Album, War Anthem Records)